# Liste der Monuments historiques in Sommedieue
Die Liste der Monuments historiques in Sommedieue führt die Monuments historiques in der französischen Gemeinde Sommedieue auf.

## Liste der Objekte
| Bezeichnung                  | Beschreibung                                                                                         | Standort                              | Kennzeichnung | Schutzstatus | Datum | Bild |
| ---------------------------- | --- | ------------------------------------- | ------------- | ------------ | ----- | ---- |
| Skulptur Johannes der Täufer | Holz, ehemals farbig gefasst, Ende des 15. oder Anfang des 16. Jahrhunderts, Jan Crocq zugeschrieben | in der Kirche St-Jean-Baptiste (Lage) | PM55000581    | Classé       | 1980  |      |